# Пасуруан
Пасуруан (індонез. Pasuruan) — місто в індонезійській провінції Східна Ява.

## Географія
Пасуруан розташовується на північному сході острова Ява на березі Мадурської протоки.

### Клімат
Місто знаходиться у зоні, котра характеризується кліматом тропічних саван. Найтепліший місяць — січень із середньою температурою 26.7 °C (80 °F). Найхолодніший місяць — червень, із середньою температурою 25.6 °С (78 °F).
| Клімат Пасуруана        | Клімат Пасуруана | Клімат Пасуруана | Клімат Пасуруана | Клімат Пасуруана | Клімат Пасуруана | Клімат Пасуруана | Клімат Пасуруана | Клімат Пасуруана | Клімат Пасуруана | Клімат Пасуруана | Клімат Пасуруана | Клімат Пасуруана | Клімат Пасуруана |
| Показник                | Січ.             | Лют.             | Бер.             | Квіт.            | Трав.            | Черв.            | Лип.             | Серп.            | Вер.             | Жовт.            | Лист.            | Груд.            | Рік              |
| Середня температура, °C | 27               | 27               | 27               | 27               | 27               | 26               | 26               | 26               | 26               | 27               | 27               | 27               | 26               |
| Норма опадів, мм        | 250              | 273              | 215              | 138              | 92               | 61               | 25               | 5                | 5                | 15               | 64               | 174              | 1316             |
| ----------------------- | ---------------- | ---------------- | ---------------- | ---------------- | ---------------- | ---------------- | ---------------- | ---------------- | ---------------- | ---------------- | ---------------- | ---------------- | ---------------- |
| Джерело: Weatherbase    |                  |                  |                  |                  |                  |                  |                  |                  |                  |                  |                  |                  |                  |